# Resolutie 1025 Veiligheidsraad Verenigde Naties
Resolutie 1025 van de Veiligheidsraad van de Verenigde Naties werd op 30 november 1995 unaniem aangenomen. Met deze resolutie verlengde de Veiligheidsraad voor de laatste keer de UNCRO-operatie in Kroatië.

## Achtergrond
In 1980 overleed de Joegoslavische leider Tito, die decennialang de bindende kracht was geweest tussen de zes deelstaten van het land. Na zijn dood kende het nationalisme een sterke opmars, en in 1991 verklaarden verschillende deelstaten zich onafhankelijk. Hierdoor kwam het tot burgeroorlogen met minderheden die tegen onafhankelijkheid waren in de deelstaten. Zo geschiedde ook in Kroatië, waar in de eerste helft van de jaren 1990 een bloedige burgeroorlog werd uitgevochten tussen Kroaten en Serven, en waarbij op grote schaal etnische zuiveringen plaatsvonden. De VN-vredesmacht UNPROFOR, later vervangen door UNCRO, moest een staakt-het-vuren bewerkstelligen en veilige zones creëren voor de bevolking.

## Inhoud
De Veiligheidsraad:
- herinnert in het bijzonder aan resolutie 981;
- herinnert ook aan het rapport en de brief van de secretaris-generaal;
- bevestigt resolutie 1023;
- bevestigt opnieuw de onafhankelijkheid, soevereiniteit en territoriale integriteit van Kroatië, en benadrukt dat Oost-Slavonië, Baranja en West-Sirmium daar integraal deel van uitmaken;
- bevestigt het belang van respect voor de mensenrechten en de fundamentele vrijheden;
- verwelkomt nogmaals het akkoord tussen Kroatië en de lokale Serven over die regio's;
- verwelkomt ook de positieve rol die UNCRO speelde;
- overwoog het rapport van de secretaris-generaal;
- wil zich vergewissen van de veiligheid en bewegingsvrijheid van de VN-vredesmachten in het gebied van het vroegere Joegoslavië;

1. verwelkomt het rapport;
2. vraagt de secretaris-generaal voor 14 december te rapporteren over de oprichting van een operatie bestaande uit een overgangsbestuur en vredesmacht om het akkoord uit te voeren (beide waren in dat akkoord gevraagd);
3. besluit om het mandaat van UNCRO te beëindigen na een tussenperiode tot 15 januari 1996;
4. besluit om actief op de hoogte te blijven.

## Verwante resoluties
- Resolutie 1022 Veiligheidsraad Verenigde Naties
- Resolutie 1023 Veiligheidsraad Verenigde Naties
- Resolutie 1026 Veiligheidsraad Verenigde Naties
- Resolutie 1027 Veiligheidsraad Verenigde Naties

Lijst ·  970 ·  971 ·  972 ·  973 ·  974 ·  975 ·  976 ·  977 ·  978 ·  979 ·  980 ·  981 ·  982 ·  983 ·  984 ·  985 ·  986 ·  987 ·  988 ·  989 ·  990 ·  991 ·  992 ·  993 ·  994 ·  995 ·  996 ·  997 ·  998 ·  999 ·  1000 ·  1001 ·  1002 ·  1003 ·  1004 ·  1005 ·  1006 ·  1007 ·  1008 ·  1009 ·  1010 ·  1011 ·  1012 ·  1013 ·  1014 ·  1015 ·  1016 ·  1017 ·  1018 ·  1019 ·  1020 ·  1021 ·  1022 ·  1023 ·  1024 ·  1025 ·  1026 ·  1027 ·  1028 ·  1029 ·  1030 ·  1031 ·  1032 ·  1033 ·  1034 ·  1035